# Liechtenstein ai XIX Giochi olimpici invernali
Il Liechtenstein partecipò ai XIX Giochi olimpici invernali, svoltisi a Salt Lake City, Stati Uniti, dall'8 al 24 febbraio 2002, con una delegazione di 8 atleti impegnati in due discipline.